# イザヤの預言
『イザヤの預言』（イザヤのよげん）は、髙田三郎が作曲した合唱組曲。全編でピアノ伴奏を伴う。

## 概説
第2バチカン公会議を受けて日本で聖歌の改訂が始まったとき、エリザベト音楽大学のゴーゼンス神父の「強い指名」により高田がミサで歌われる日本語の曲の作曲を主に引き受けることとなった。高田のこの仕事は『典礼聖歌』（1962年~）などに現れるが、「日本の人々にも、この聖書を知ってもらいたいと切に願うようになっていった」「旧約の中のイザヤ書にどうしても合唱曲に作曲したい箇所を見つけ」、1979年2月から1980年3月にかけて混声合唱組曲として書かれたのが『イザヤの預言』である。後に女声合唱にも編曲された。男声合唱版は合唱指揮者須賀敬一による編曲のものがある。高田はこの後、聖書をテキストとした合唱曲の作曲に続けて取り組み、いわゆる「聖書三部作」（『イザヤの預言』、『争いと平和』（1983年）、『ヨハネによる福音』（1985年））の第一作にあたる。イザヤ書はイザヤ一人の著ではなく複数の著者によるのもとされているが、本曲では第1~3楽章は第二イザヤ、第4楽章は第三イザヤからテキストが採られている。
初演は全曲ではなく各楽章ごとに行われた。まず第3楽章が1979年2月に盛岡コメット混声合唱団、豊中混声合唱団、沼津合唱団、大久保混声合唱団の四団体の合同演奏により高田の指揮で初演され、続いて第1、2楽章が1979年12月に文教大学合唱団コールリンデの演奏により金井敬の指揮で、第4楽章は1980年3月にクール・プリエールの演奏により栗山文昭の指揮で初演された。

## 組曲構成
全4楽章である。
- 第1楽章
イザヤ書40章1-5節、9-11節をテキストとする。ヘンデル『メサイア』にも同じテキストを用いた箇所がある。バビロン捕囚がペルシア帝国の入城によって終わり、ユダの民はパレスチナへ帰還することとなるが、「その第一陣がバビロンから祖国に向かって出発しようとしているところ」から曲は始まる。中間部では「「労苦」は五十年にわたる捕囚の苦役であろうか。それによって罪は償われたというのである。」となり、曲末「帰還の人々はいよいよエルサレムに近づき、使者たちはエルサレムに神の来臨を告げる。そして「お前たちの神を見よ!」と。」[4]
- 第2楽章
イザヤ書42章1-4節をテキストとする。曲中の「わたし」は神自身であり、それに対する「僕（しもべ）」は、「忍耐を以て救いを述べ伝える特別の個人であり、あるいは、自覚した第二イザヤ自身とも考えられている。」[5]
- 第3楽章
イザヤ書52章13節-53章10節をテキストとする。「第二イザヤの死をその弟子たちが描いたものとも解されている。しかし同時に、新約の、十字架上に「高められ、上げられた」イエスとと考え合わせてみると、初めて読む人も驚くのではなかろうかと思うほどである。」[6]
- 第4楽章
イザヤ書61章1-3節をテキストとする。「第二イザヤの弟子のひとりがその召命を語っているという見方もある。」[7]

## 楽譜
混声版、女声版は音楽之友社から、男声版は東海メールクワィアーから出版されている。